# Justerini & Brooks
Justerini & Brooks, más conocido como J&B es el tercer whisky escocés más vendido del mundo, [cita requerida] tras Johnnie Walker y Ballantine's, siendo líder de ventas en España. Es distribuido por la compañía Diageo.
J&B es fruto de la locura de sus creadores por hacer un blended con un perfecto balance y equilibrio en aroma y sabor.

## Atributos
- La Herencia: J&B se ha dedicado al comercio de vinos finos desde 1749, y ha recibido ocho Certificados Reales. También ha ganado seis Premios Reales a la Exportación, el primero en 1972.

- El Agua: Las cuatro destilerías de J&B tienen derechos exclusivos en los manantiales naturales, los cuales son alimentados directamente de las colinas que los rodean, cubiertas de turba. La suavidad natural de esta agua, contribuye en gran manera a la sutil delicadeza de los sabores combinados en J&B.

- La Malta y el Grano: Se utilizan más de 40 whiskies para producir J&B Rare, el cual consiste en una sutil combinación de whiskies de malta y grano.

- Speyside: El río Spey, en las Tierras Altas, es uno de los más bellos de Escocia. Las cuatro destilerías de J&B están ubicadas en la ribera del Río Spey (Speyside), el cual es renombrado como la cuna de los whiskies de malta más finos y delicados.

- La Maduración: Todos los Scotch Whiskies maduran en barriles de roble durante un mínimo de tres años, y debe ser así según la ley. Muchas de las maltas finas que se combinan en la elaboración de J&B se dejan madurar durante ocho años, para dotarle a su sabor de plenitud y suavidad adicional.

- La Mezcla Única de J&B: En J&B no sólo es importante considerar el elevado número de whiskies que lo componen y la alta proporción de maltas Speyside, sino también la selección sumamente cuidadosa de cada uno por su sabor característico.

- El Casamiento: Después de haber hecho la mezcla, muchas combinaciones de Scotch Whisky son puestas nuevamente en barriles de roble para un mes de casamiento. Las maltas de Speyside, las cuales forman la esencia de la combinación de J&B, son unidas durante un año. Ello contribuye también a esa suavidad superior y elegancia de sabor.

- El Color: A la mayoría de los Scotch Whiskies, se les agrega cantidades bastante grandes de caramelo para darles un color más oscuro. Eso también encubre algunos de los sabores. J&B contiene sólo una mínima cantidad, de modo que mantiene su consistencia y conserva el color natural del whisky al salir del barril, tanto como es posible.

- La Consistencia: El control de calidad es una pasión de J&B, y es el resultado de que año tras año, el whisky que venden en todo el mundo tenga idénticas características de calidad, aroma, color y sabor.

- El Sabor: J&B Rare es un Scotch Whisky muy diferente a cualquier otro. Es más suave y tiene un sabor mucho más elegante. Sobre todo J&B Rare posee un equilibrio magnífico.

- Energy: Su sabor único lo hace el complemento perfecto para la cambinación de cócteles con bebidas energéticas

## Historia
- 1749 Giacomo Justerini y George Johnson fundan en Londres Justerini y Johnson Comerciantes de Vino.
- 1831 Alfred Brooks forma Justerini y Brooks
- 1950 Primera exportación significativa de J&B Rare a Estados Unidos
- 1970 J&B vende más de 3 millones de cajas en un año en Estados Unidos
- Década de los 80 Rápido crecimiento en el sur de Europa siguiendo a la liberalización económica y a la formación de la Unión Europea.
- Década de los 90 Oleada de mercados emergentes estimulada por el crecimiento económico y una reducción de barreras como resultado del acuerdo de la Organización Mundial de Comercio (OMC).

## Elaboración
J&B se elabora artesanalmente combinando 42 whiskies únicos de malta y grano elegidos cuidadosamente por su personalidad como excelentes whiskies y por su capacidad de dotar de un sabor y un estilo únicos a esta perfecta combinación, J&B Blend.
Estos whiskies procedentes de la región escocesa de Speyside, universalmente reconocida como la más prestigiosa región de los whiskies de Malta, aportan un sabor afrutado y refinadas notas a la mezcla, combinando los whiskies de malta más ligeros y dulces de las Tierras Bajas (Lowland) y los de sabor más robusto de las Tierras Altas (Highland). El toque de los whiskies de Islay, los más ligeros y suaves, aportan a la mezcla una base cálida. Asimismo, los whiskies de grano añaden frescura y viveza obteniendo una combinación única.
De esta forma, la combinación adquiere un sabor especial, con un aroma fresco y afrutado y un toque ahumado.
J&B es producto de esta cuidadosa selección de los mejores whiskies de Malta elaborados en las tierras de Speyside, el corazón del whisky blend, consiguiendo una bebida exclusiva que destaca por la suavidad y la elegancia de su sabor.

## Marketing
J&B está autorizado a comercializarse en:
- África: únicamente en Argelia y Sudáfrica.
- América: en todo el territorio excepto en Guyana.
- Asia: únicamente en China, Japón, Jordania, India, Líbano, Corea del Sur y Taiwán.
- Europa: en todo el territorio excepto en Armenia.
- Oceanía: únicamente en Australia y Nueva Zelanda.